# Heinzenturm

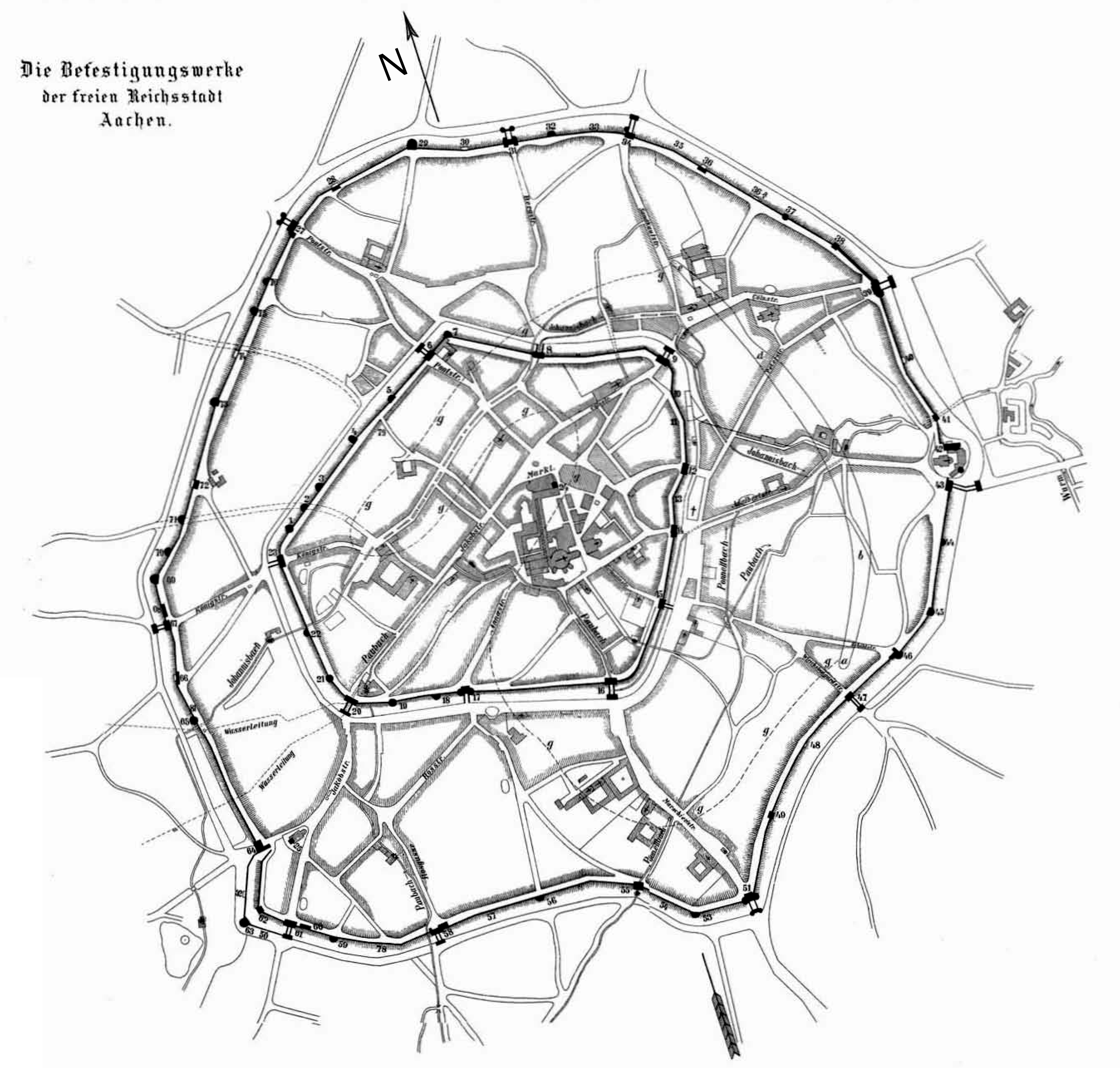
Der Heinzenturm (Nr. 37)

Der Heinzenturm, der auch die Namen Hinzenturm oder Hennessenthurm trug, war ein Wehrturm der zwischen 1257 und 1357 errichteten Stadtmauer Aachen. Er existiert seit 1881 nicht mehr. Die Aachener Heinzenstraße ist nach diesem früheren Gebäude benannt.

## Lage
Der Turm befand sich circa 200 Meter vom Kölntor entfernt und war innerhalb der Stadtbefestigung lediglich durch den Wehrturm Schänzchen von ihm getrennt. Gleichzeitig war das Stadttor Sandkaultor ihm direkt benachbart.

## Architektur
Der Wehrturm besaß drei Geschosse, die untereinander über eine Wendeltreppe verbunden waren. Die oberen beiden Etagen verfügten über einen Kamin sowie einen Wandschrank.
Das Gebäude wurde als Rundturm mit Wetterfahne errichtet. Die Räume besaßen Kuppelgewölbe. Während das Obergeschoss Schießluken besaß, verfügten die beiden unteren über Schießscharten.

## Sage
Der Sage nach soll in einem unterirdischen Höhlensystem unter dem Turm ein Volk von Gnomen oder Kobolden gehaust haben, die Hinzen- beziehungsweise Heinzenmännchen genannt wurden. Danach soll der Turm seinen Namen bekommen haben.

## Historie
Aufgrund der moderner werdenden Waffen reichte die Mauerstärke des Gebäudes nicht mehr aus und man entschied sich im 17. Jahrhundert, die Wandstärke zu vergrößern. Hierzu wurden Teile des Turmes abgetragen und das Material zur Verdickung der Wände genutzt. Kanonenkugeln sollten dadurch abgehalten werden können. Gleichzeitig diente dies dem Zweck, eigene Geschütze auf dem Dach positionieren zu können, um von dort den Gegner zu beschießen.
Der Heinzenturm wurde im Jahre 1881 abgerissen.